# Aguiar da Beira
Aguiar da Beira község és település Portugáliában, Guarda kerületben. A település területe 206,77 négyzetkilométer. Aguiar da Beira lakossága 5473 fő volt a 2011-es adatok alapján. A településen a népsűrűség 26 fő/ négyzetkilométer. A település jelenlegi vezetője Augusto Fernando Andrade.

## Települései
A község a következő településeket foglalja magába, melyek:
- Aguiar da Beira e Coruche
- Carapito
- Cortiçada
- Dornelas
- Eirado
- Forninhos
- Pena Verde
- Pinheiro
- Sequeiros e Gradiz
- Souto de Aguiar da Beira e Valverde

## Fordítás
Ez a szócikk részben vagy egészben  az   Aguiar da Beira című angol Wikipédia-szócikk ezen változatának fordításán alapul.  Az eredeti cikk szerkesztőit annak laptörténete sorolja fel. Ez a jelzés csupán a megfogalmazás eredetét és a szerzői jogokat jelzi, nem szolgál a cikkben szereplő információk forrásmegjelöléseként.